# Beastie (Alton Towers)
Beastie est un parcours de montagnes russes assises en métal junior, construit par Pinfari pour le parc anglais Alton Towers. Située dans la zone Adventure Land, l'attraction est fermée en 2010, mais n'est pas démontée. Elle quitte le parc juste avant la saison 2013.

## Histoire
Ouverte à l'origine en 1983 sous le nom Mini-Dragon, dans la section du parc alors appelée Festival Park, l'attraction est principalement destinée aux enfants. L'attraction change de nom en 1987 pour devenir Dragon puis en 1993, pour être baptisée Beastie. L'attraction est également déplacée vers la zone Thunder Valley.
L'attraction sera finalement redéplacée une dernière fois en 1998 afin de rejoindre la zone Adventure Land. Elle ferme en 2010 et est démontée juste avant la saison 2013. Jusqu'en 2010, c'étaient les plus anciennes montagnes russes en activité du parc.

## Statistiques
- Trains : 2 trains avec 4 wagons par trains. Les passagers sont placés 2 par 2 pour un total de 16 passagers par train.